# Rapotice (Malonty)
Rapotice (německy Rappetschlag) je samota, část obce Malonty v okrese Český Krumlov. Nachází se asi 5 km na jihovýchod od Malont. Je zde evidována jedna adresa.
Rapotice leží v katastrálním území Rapotice u Malont o rozloze 6,22 km².

## Historie
První písemná zmínka o vesnici pochází z roku 1486. V Rapoticích bylo před 2. světovou válkou sídlo obce, do které spadaly Rapotice a osady Uhliště, Jednoty a Ludvické Hory.  V důsledku uzavření Mnichovské dohody byly Rapotice, v letech 1938 až 1945, přičleněny k nacistickému Německu.
| Rok            | 1921 | 1930 | 1950 | 1961 | 1970 | 1980 | 1991 | 2001 | 2011 |
| Počet domů     | 42   | 42   | 14   | 0    | 0    | 0    | 0    | 1    | 1    |
| Počet obyvatel | 233  | 210  | 17   | 0    | 0    | 0    | 0    | 2    | 2    |

Zdroj: Historický lexikon obcí ČR

## Chráněné části přírody
- Přírodní rezervace Rapotická březina, chránící komplex prameništní a rašeliništní vegetace
- Přírodní památka a evropsky významná lokalita Horní Malše